# Konstadinos Filippidis
Konstadinos Filippidis (řec.: Κώστας Φιλιππίδης) (* 26. listopadu 1986) je řecký sportovec, atlet, jehož specializací je skok o tyči.

## Sportovní kariéra
V roce 2005 se stal juniorským mistrem Evropy ve skoku o tyči. Dalším jeho úspěchem byl čtvrté místo v soutěži tyčkařů na světovém halovém šampionátu v roce 2010. V následující sezóně skončil na mistrovství světa ve finále skoku o tyči šestý. Probojoval se do finále soutěže tyčkařů na evropském šampionátu v roce 2012 i na olympiádě v Londýně v témže roce. Svoji první medaili – a hned zlatou – z mezinárodních soutěží si dovezl ze Sopot jako vítěz halového mistrovství světa v roce 2014. Na následujícím halovém šampionátu v Portlandu v březnu 2016 titul neobhájil, skončil sedmý. Jeho osobní rekord 591 cm pochází z roku 2015.

## Osobní rekordy
- hala – (583 cm – 31. ledna 2013, Linec)
- venku – (591 cm – 4. července 2015, Paříž)